# Saint-Jean-Pied-de-Port
Saint-Jean-Pied-de-Port (baskisch Donibane Garazi) ist eine französische Stadt mit 1487 Einwohnern (Stand 1. Januar 2022) im Département Pyrénées-Atlantiques in der Region Nouvelle-Aquitaine. Sie liegt etwa 8 km von der Grenze zu Spanien, 76 km von der spanischen Stadt Pamplona sowie 53 km von der Atlantikküste (Golf von Biskaya) entfernt, und gehört zum französischen Baskenland. Die Stadt war bis zu dessen Auflösung 2015 Hauptort (französisch: chef-lieu) eines eigenen Kantons, seither gehört sie zum Kanton Montagne Basque.
Früher trug die Stadt andere Namen, nämlich Santa Maria Cabo el Puente oder Sainte-Marie du Bout du Pont.
Der heutige Name der Stadt („Heiliger Johann am Fuße des Passes“) ist abgeleitet aus ihrer Lage am Beginn der Passstraße nach Roncesvalles/Spanien. Die Bewohner werden auf Französisch Saint-Jeannais oder auf  Baskisch Garaztar oder Donibandar genannt.
Bei Saint-Jean-Pied-de-Port münden die Flüsse Laurhibar und Nive d’Arnéguy in die Nive, die oberhalb der Stadt noch als Nive de Béhérobie bezeichnet wird.
Die Stadt ist ein wichtiger Ort am Jakobsweg Via Podiensis und zugleich desselben letzte Station auf französischem Boden. Der Pilgerweg setzt sich dann im Camino Francés fort, der in die Pyrenäen, über den Ibañeta-Pass nach Pamplona und schließlich nach Santiago de Compostela führt. Ebenso führt der Pyrenäenwanderweg GR10 von Hendaye nach Banyuls durch den Ort.
Im Jahr 2016 wurde Saint-Jean-Pied-de-Port als eines der schönsten Dörfer Frankreichs ausgezeichnet.

## Geschichte

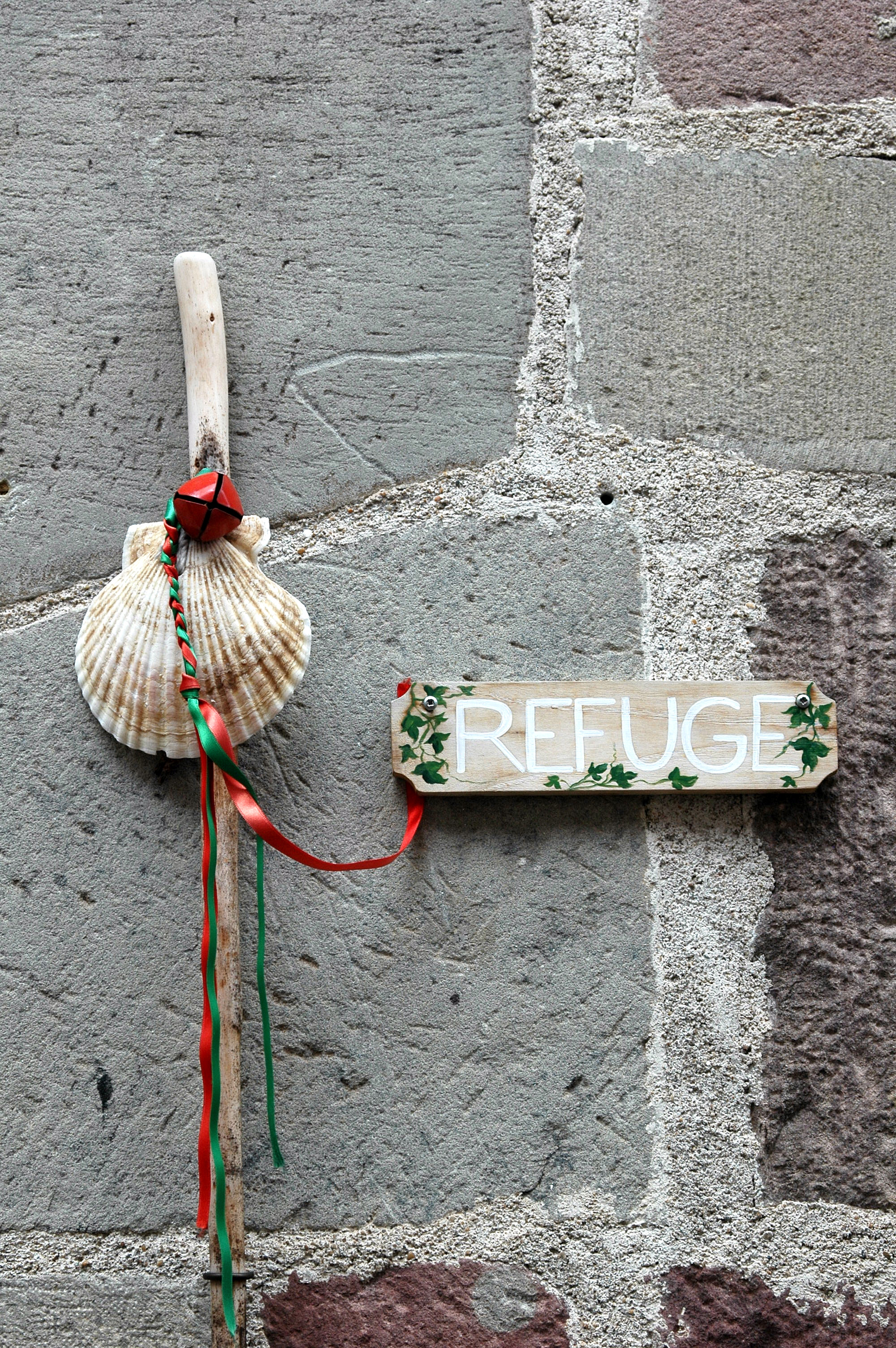
Herberge für die Pilger des Jakobsweges

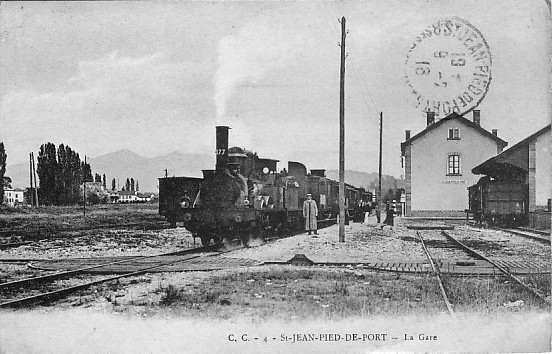
Bahnhof Saint-Jean-Pied-de-Port, um 1910

Die Stadt ist seit dem 12. Jahrhundert bekannt, von dieser Zeit an diente sie als Befestigung der Grenze des Königreiches Navarra. Auf dem Berg über dem Ort erhebt sich mindestens seit 1191 das Château de Mendiguren. 1329 verlieh Philipp III. von Navarra der Stadt das Recht, in seinen Mauern Märkte abzuhalten, wodurch sie zu einem Zentrum des grenzüberschreitenden Handels mit Spanien werden konnte.
Zwischen 1512 und 1530 war Saint-Jean-Pied-de-Port einer der Schauplätze des Eroberungsfeldzuges der Krone Aragonien gegen Navarra. Viele Verteidigungsanlagen und Häuser des Ortes fielen in diesen Jahren der Zerstörung anheim. Er blieb jedoch einer der Hauptorte des Nieder-Navarras, das 1589 an Frankreich fiel. Seit dieser Zeit war Saint-Jean-Pied-de-Port Hauptort einer gleichnamigen Provinz, bis diese 1790 im Département Basses-Pyrénées aufging.
Ab 1625 wurde das örtliche Schloss zu einer Zitadelle ausgebaut. Unter Leitung des französischen Festungsbaumeisters Vauban wurden bis 1728 die Verteidigungsanlagen auch in der Stadt grundlegend umgebaut.
Am 11. Dezember 1898 erreichte erstmals die Eisenbahn den Ort. Die Bahngesellschaft Compagnie des chemins de fer du Midi verlängerte in jenem Jahr ihre von Bayonne kommende Strecke über den seit 1892 eröffneten Endpunkt Ossès hinaus bis Saint-Jean-Pied-de-Port.

## Wappen
Beschreibung: Das rote Wappen hat vier Quartiere. Im ersten ein silbernes Kastell mit gezinnten Türmen, der mittlere ist der höhere, mit schwarzen Fenstern und schwarzem Durchgang; im zweiten der nimbierte heilige Johannes in goldenes Tuch gehüllt und ein gestieltes goldenes Kreuz mit silbernem Wimpel und mit schwarzen Majuskeln „SAN JUAN“ in der linken Hand haltend; im dritten die goldene Navarrakette und im letzten ein liegendes silbernes Schaf widersehend.

## Sehenswürdigkeiten

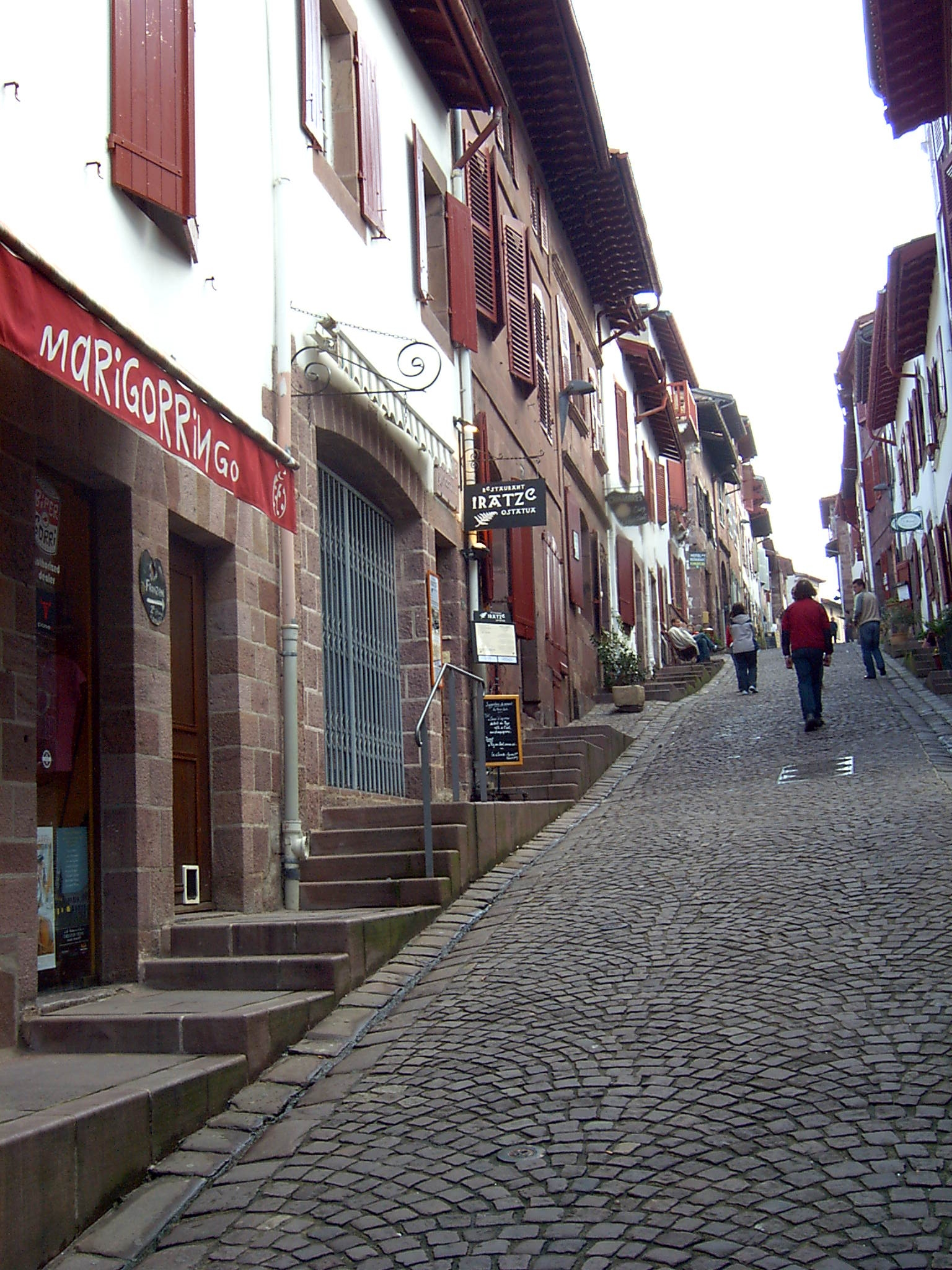
Rue de la Citadelle

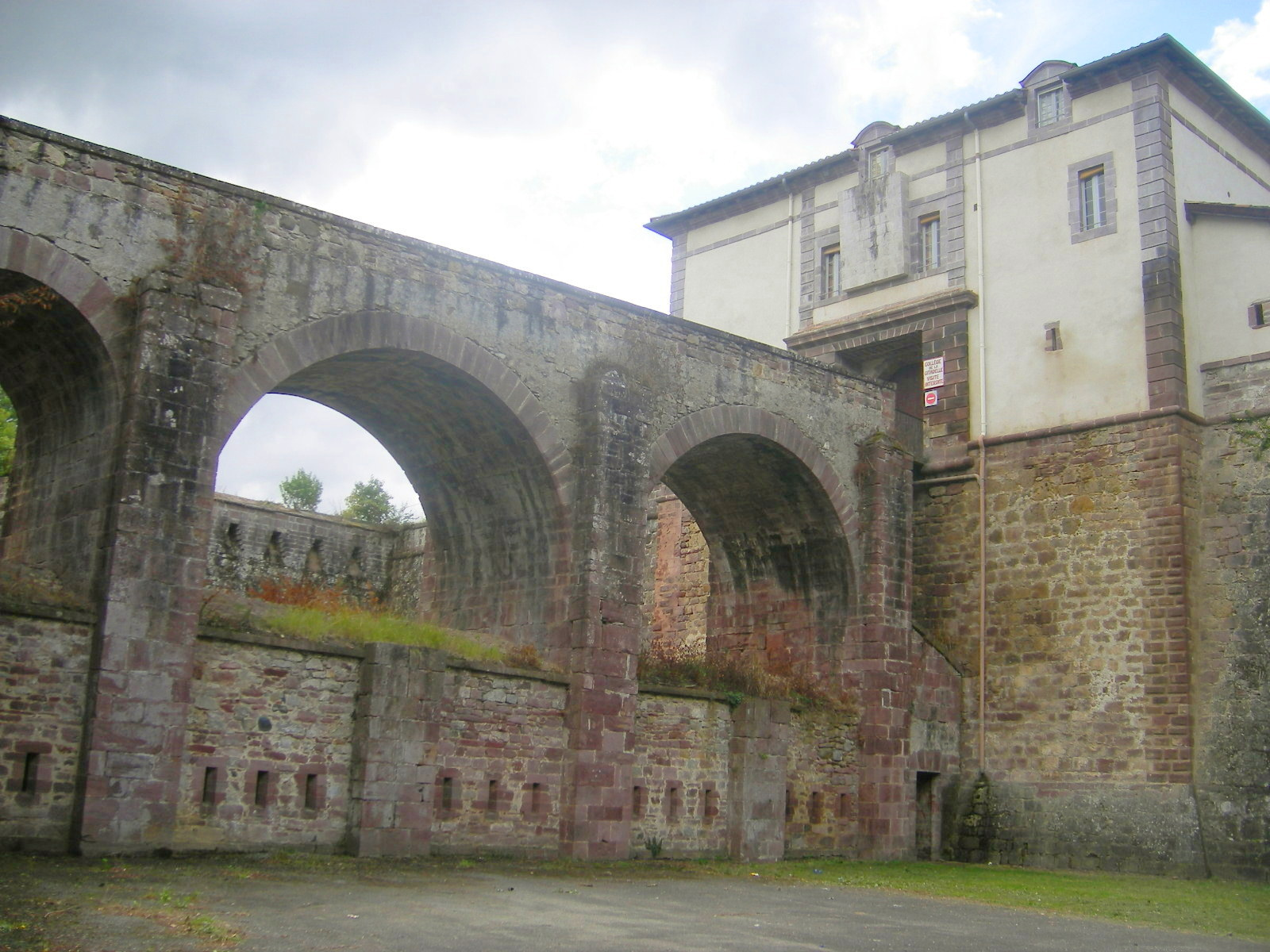
Zugang zur Zitadelle

Die Altstadt beiderseits der Nive de Béhérobie ist immer noch von einer Stadtmauer umgeben. Wer sich auf der Pilgerstraße von Nordosten der Stadt nähert, betritt sie durch das Jakobus-Tor (französisch Porte Saint-Jacques), das seit 1998 als Teil des Weltkulturerbe der UNESCO „Wege der Jakobspilger in Frankreich“ ausgezeichnet ist. Innerhalb der Mauern ist die Straße der Zitadelle (französisch Rue de la Citadelle) von Häusern gesäumt, deren älteste aus dem 16. Jahrhundert stammen. Noch heute gibt es hier die traditionellen Herbergen für die Pilger. Die Häuser und Mauern sind aus rosa bzw. grauem Sandstein gebaut.
Die Porte Notre-Dame führt durch den Fuß des Turms der gleichnamigen Kirche hinaus auf die Brücke über die Nive. Auf beiden Seiten des Flusses stehen die mittelalterlichen Häuser direkt am Ufer, ihre Holzbalkone erstrecken sich über das Wasser.
Noch vor der Brücke, aber außerhalb der Mauern führt ein Fußweg, der Chemin de ronde, hinauf zur Zitadelle. Diese ist mit vier Bastionen in alle Richtungen gesichert, zur Stadt hin gibt es weitere Mauern, von denen aus Straße und Stadttore mit Kanonenfeuer belegt werden konnten.

## Jakobsweg (Via Podiensis,Camino Francés)

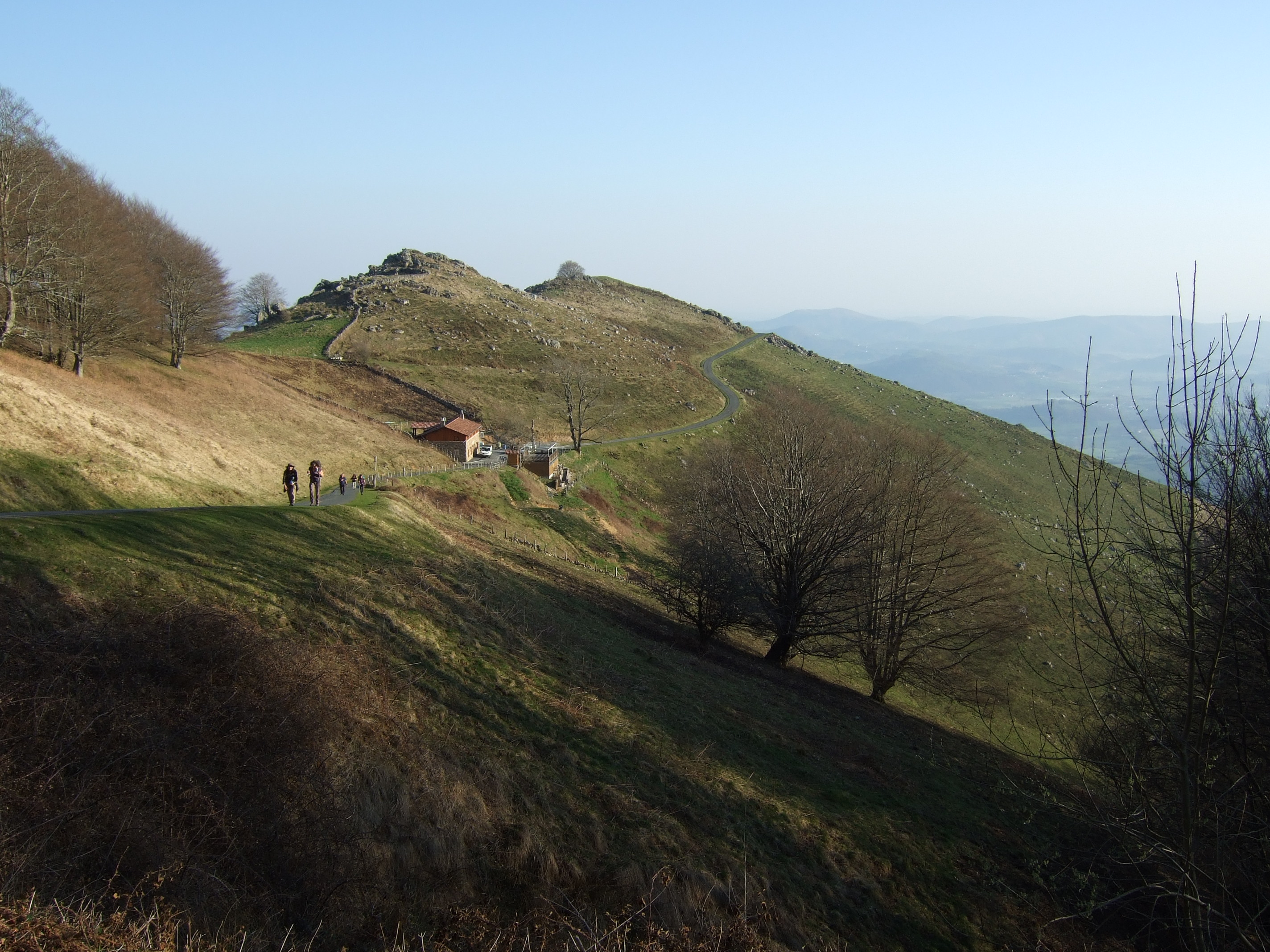
Route Napoleon - Orisson

Saint-Jean-Pied-de-Port markiert den Endpunkt des französischen Jakobsweges Via Podiensis, der hier mit der Via Turonensis und der Via Lemovicensis bereits zwei wichtige französische Jakobswege aufgenommen hat, und den Beginn des Camino Francés, der für den restlichen Weg nach Santiago de Compostela steht. Für Jakobspilger ist es zugleich Ausgangspunkt für die Pyrenäenüberquerung. Für den Aufstieg zum Ibañeta-Pass wird mehrheitlich die Route Napoleon genutzt, im Winter und bei schlechtem Wetter wählen viele Pilger den Weg über Valcarlos entlang der Straßenverbindung D933–N135. Beide führen zum Augustinerkloster in Roncesvalles, der ersten Pilgerstation auf spanischem Boden.
Saint-Jean-Pied-de-Port bietet mehrere Pilgerherbergen (französisch Gîte d’étape), Hotels und Privatzimmer (französisch Chambre d’hôtes), außerdem gibt es eine Touristeninformation, einen Campingplatz, sowie einen Bahnhof der SNCF.

## Städtepartnerschaft
Mit der spanischen Stadt Estella in der Provinz Navarra besteht seit 1964 eine Städtepartnerschaft. 2012 wurde eine Partnerschaft mit der kalifornischen Stadt South San Francisco in den Vereinigten Staaten geschlossen.

## Persönlichkeiten
- Juan Huarte de San Juan (1529–1588), spanischer Arzt und Philosoph
- Charles Thomas Floquet (1828–1896), Anwalt und Politiker, unter anderem französischer Premierminister
- Bernard Housset (* 1940), katholischer Geistlicher, Altbischof von La Rochelle